# Nodul lui Solomon

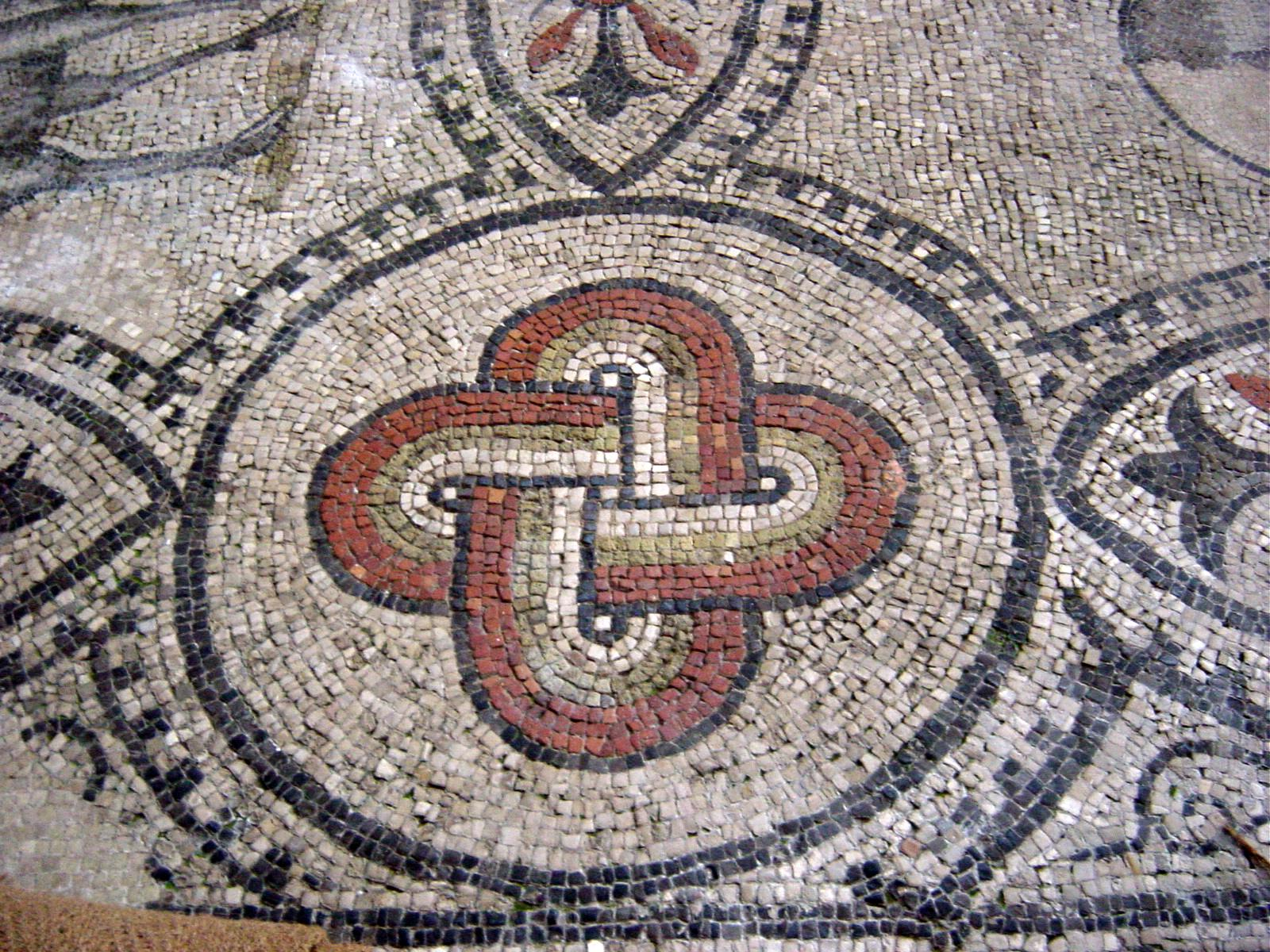
Mozaic antic roman din Aquileia (Italia)

Nodul lui Solomon (latină: sigillum Salomonis) este numele cel mai comun al unui motiv tradițional decorativ folosit încă din antichitate și întâlnit în multe culturi. În ciuda numelui său, acesta este de fapt clasificat ca o legătură și nu este cu adevărat un nod potrivit definițiilor din teoria matematică a nodurilor.

## Structură
Nodul lui Solomon este format din două bucle închise, care sunt de două ori interconectate într-un mod alternativ (întrețesut). 

## Vezi și
- Teoria nodurilor
- Svastică